# リトル・ペブル
リトル・ペブル（The Little Pebble、1950年 - ）は自らを、最後のローマ教皇ペトロ2世ロマヌスと称する、オーストラリアの宗教指導者。本名はウィリアム・カム（William Kamm）で、リトル・ペブルは自称・通称。

## 人物・来歴
ドイツ・ケルン出身。本人の主張によると、18歳で神の啓示を受け、ニューヨークに赴いて暫く神秘主義的活動に従事した後、1985年頃に聖シャーベル修道会を結成。終末論と聖母マリアの幻視の神秘体験を基にした布教活動を開始した。
その後も様々な活動を展開し自らをヨハネ・パウロ2世に次ぐ次期教皇と僭称した。しかしローマ・カトリック教会は一連の彼の運動を異端・カルトと認定し2002年に司教声明を通じて公に解散を要求した（後述）。
私生活では最初の妻アンナを近い将来死ぬと予言、それが実現しないと見るやアンナやその子息と一方的に別離した。1991年にベッティーナというドイツ人と再婚しこれを神の御旨であるとして正当化していたが、教会法上ではアンナとの婚姻関係が生きていたため重婚状態になった。1997年にベッティーナと離婚。
2002年8月、15歳の少女への性的暴行容疑で逮捕された。取調べに際して、この少女が自分の84人の神秘的な妻のうちの1人であると主張したが、2005年7月に懲役5年の有罪判決が下され、オーストラリアのニューサウスウェールズ州のシルバーウォーター刑務所に服役した。
自らの生涯をメル・ギブソン主演で映画化することを目論んでいたとも言われている。セリーヌ・ディオンに歌詞を送り作曲を依頼したことがある。

## 聖シャーベル修道会
オーストラリアのニューサウスウェールズ州に本拠地があり、修道会の幹部と信者が共同生活を送る宗教団体である。
修道会の活動の中で特徴的なのは、聖母マリアの幻視の神秘体験に基づいた無数の終末論的予言である。カトリック信者や信者以外の人、マスコミや政治指導者に対し世界の破滅を煽るかのような予言を出している。
その中には日本の沈没や、隕石の落下、大規模戦争の勃発、ヨハネ・パウロ2世の禅譲によるリトル・ペブル本人の教皇即位といったものが存在する。しかし、これらは実際には起こっておらず、アメリカ同時多発テロ事件や、インドネシアスマトラ沖地震、ヨハネ・パウロ2世の逝去とベネディクト16世の生前退位など、彼が活動して後に世界各地で起こった大事件の殆ど全てを予言できていない。これらは多くの者が、彼の主張の信憑性を否定する根拠の一つとなっている。
「聖シャーベル修道会」の会則では、第三会員以上に進むためには、全財産を共同体に寄付するか、家族・知人に譲ってからでなくてはいけない。このような多額の寄付を強要する行為が、世間からカルト的とみなされる原因の一つになっている。
これらの問題点に鑑み、ローマ・カトリック教会はリトル・ペブルの主宰する運動全てを認めていない。カトリック教会は、彼の運動に対し異端・カルトと評価し、2002年に司教声明を通じて公に解散を請求し、またカトリック信者に対してはこの運動と一切関わりを持たないように、世界各国で呼びかけている。

### 日本での活動
日本で聖シャーベル修道会の活動が展開されたのは、1980年代後半にリトル・ペブルが来日し、当時戦後の日本のカトリック教会復興事業で既に著名であったメリノール宣教会のカトリック司祭、レオ・スタインバックを感化・活動に加入させたことに端を発する。
スタインバック神父は、後にオーストラリアの「聖シャーベル修道会」本部を訪れた際に教団の実態に幻滅し、リトル・ペブルを否定し、リトル・ペブルの宣伝を自分の過ちだとしている。
スタインバック神父のリトル・ペブル運動への参加により、多くのカトリック信者が安心してこの運動に加入するようになり、その影響は信徒から数名の現役のカトリック司祭にまで及んだ。司祭のマリア運動で著名であった志村辰弥神父なども彼の影響を受けてこの活動に一時的にではあるが、参加しており、対して日本のカトリック司教団は当初は名指しは避けたもののカトリック新聞を通じて暗に注意を呼びかけるなど、観察と警戒に努めた。
その後、アイルランド航空164便ハイジャック事件（ファチマの預言の纏わるカトリックの聖職者の数名の起こした事件）の調査をしていたルポ・ライターの鬼塚五十一が、この運動関係者と接触、感化されて参加すると、彼の書くオカルト系雑誌ムーの記事や単行本を通じて、主にオカルトや終末予言、陰謀論に興味を持つ青少年に支持基盤を拡大するようになり、その過程で女子プロレスラーであったミミ萩原も入信、教勢は一気に拡大し、広島市安佐北区に相当規模の教団住宅地を構成するようになるまで至る。
しかし、オカルト系雑誌を通じて多少の流れを起こした鬼塚やミミ萩原が、リトル・ペブルからのミミへの性的関係の強要を機に脱会、分離して別教団（マリアン・オーソドックス・カトリック・チャーチ）を立てる事件が起こると、日本の組織全体で分裂と崩壊が起こるようになり、以後は杉浦洋（通称「ジャン・マリー」、現リトル・ペブル同宿会教祖）を中心とした小団体、他、幾つかの小規模な組織を残すのみとなる。

### リトル・ペブルの「ヨゼフパパファンクラブ」（旧リトル・ペブル同宿会）
限界集落の一角の秋田県湯沢市三梨町字清水小屋１４にある、『リトル・ペブルの「清水小屋」共同体』を本拠地として共同生活を送る日本の宗教団体である。リトル・ペブルにおける杉浦洋の活動を継承し、教義を変更した『リトル・ペブル同宿会』として長らく存在したが、体制が変わり、『リトル・ペブルの「ヨゼフパパファンクラブ」』となった。カルト認定されたリトル・ペブルの系譜の中でも更に異端にあるため、こちらもカルトである。
創設者で代表のジャン・マリー杉浦洋神父が、伝統的なキリスト教の教義では地獄行きとされる性的，道徳的な問題を抱える者や、社会で疎外されてきた者を積極的に受け入れ、天国への裏口入学を支援しているため、何らかの障害を抱えている信者が殆どを占める。清水小屋の共同体は老朽化が進んだ古家に住み、収入は僅かなアルバイトの給料と国からの障害者手当てだけという、経済的に厳しい生活を送っている。ジャン・マリー杉浦洋のパートナーであるクララ・ヨゼファ・メネンデス阿部由美のブログでは、食事はミューズリーと海苔一枚，ソースなしパスタなどの炭水化物が中心で、肉や魚は食べないなど、安物の偏食により生活費を抑えていると公表していた。秋田だけでなく、名古屋や横浜にも信者がおり、そうした他地域の信者の自宅が支部となっている。かつてはジャン・マリー杉浦洋が考案した独自のSEX教義が存在し、ジャン・マリー杉浦洋とクララ・ヨゼファ・メネンデス阿部由美による儀式の映像をDVDとして販売してもいたが、2017年に廃止された。SEX教義の存在もあり、Webやマスメディアではカルトとしての側面がセンセーショナルに拡散されているが、教団の構成員にはジャン・マリー杉浦洋も含めて大卒が殆どで、名門大学を卒業していたり、薬剤師としての実務経験がある者も居るなど、教団参加前の経歴では高いステータスを持つ傾向にある。ジャン・マリー杉浦洋に対する電話取材によれば、教団への参加条件は「ジャン・マリーを信奉すること」だけで、『リトル・ペブルの「清水小屋」共同体』には18歳以上のみが入居できるとのこと。
内情について、元信者により多数の批判が寄せられており、1980年代から神父の性的な問題が続いていること，神父が身勝手な独裁体制を敷いていること，教団全体として現実逃避し、関わった者を傷つけるだけでなく、自らの欠点から目を逸らし全く改善しないことが指摘されている。

#### 経緯
事あるごとにWebサイトやSNSアカウントを作っては消しているため、教団の活動の経緯や現況は掴み辛い。
杉浦洋は岡崎高校を経て南山大学を卒業後、アトンメント会、アウグスチノ会、コンベンツァル会、神言会などの修道会で7回破門され、メリノール会のレオ・スタインバック神父の紹介で聖シャーベル修道会に入会し、リトル・ペブルと関わり始めた（その後、当のレオ・スタインバック神父はリトル・ペブルの実態に失望し、宣伝を後悔している）。1988年、長崎県佐世保市には『小さき花のテレジア』（本名：山本恭子）というリトル・ペブル由来の別名を持つ幻視者の女性が居た。杉浦洋は小さき花のテレジアの周辺で若者のグループを勝手に作り活動した。この頃から杉浦洋のグループの活動内容には性的な要素が存在していた。後に、リトル・ペブルはカトリック教会からカルトに認定されたが、自身の持つ性的な思想とリトル・ペブルの異端の教義がその後の杉浦洋の活動の方向性を決めることになった。
その後、2000年から2005年ごろまでは「日本における聖シャーベル修道会」、それ以後はリトル・ペブル同宿会と名称を変えて、カトリック信者からオカルト愛好者まで幅広く勧誘を呼びかけるスタイルで、信者を徐々に拡大させた。またその過程で、責任者の杉浦洋は、オーストラリアの自称司教（カトリック教会の僧籍では、ヒューストン司教区元司祭）マルコム・ブロサードより司祭に「叙階」され、正式に聖シャーベル修道会の日本支部としての本部からの支援を受けるようになった。『リトル・ペブル同宿会』ではジャンマリー杉浦洋神父とクララ・ヨゼファ・メネンデス阿部由美を共同創設者とした。
聖シャーベル修道会教祖リトル・ペブルが児童強姦の容疑で逮捕され、長期間の拘留・服役が続き、オーストラリアから送られてくるメッセージの量が激減したことに加えて、盲目の女性信者マリー・マドレーヌ杉浦律子が自ら聖母の預言を受けていると言いだし、日本の共同体全体が傾注しだしたのを機に、2007年には『つぐないのSEX』（杉浦洋曰く、正しいSEX）を実行した。このSEX実行を切っ掛けに信者の多くが脱退したが、SEX教義が教団に取り入れられるようになった。これを警戒したオーストラリア本部が警告、同年4月には除名措置を取り、杉浦洋を中心としたリトル・ペブル同宿会は、リトル・ペブルの管理する聖シャーベル修道会本部から認められていないリトル・ペブル支持団体、という位置付けで活動している。このSEX教義は、教祖（自称司祭）杉浦洋が、自ら信者や義理の娘と性行為を行い、撮影し、その映像や画像をホームページ上で不特定多数に公開するという方法も含んでおり、雑誌など ではセンセーショナルに報道された。その後もWeb経由で存在が知れ渡っていった。2015年には信者の脱退に伴い、教団名を『リトル・ペブルの「ヨゼフパパファンクラブ」』に変更した。
2020年3月、新型コロナウイルスのパンデミックで本拠地でも感染が拡がると、Webにおける一切の情報発信が停止され、教団の新名称である「ヨゼフパパファンクラブ」という名の付くサイトや個人SNSアカウントを残して、公式のブログやSNSのアカウントは全て削除された。その後も本拠地には信者が居るようだが、外部からの接触を拒絶している上に、ロンジン・マリーやコルベ・マリーによる断片的な情報しか発信されておらず、教団全体の活動状況は不明の状態である。

### カトリック教会の対応
スタインバック神父や志村神父ら4名のカトリックの現職司祭がこの運動に参加し、職務中にカトリック信者向けに聖シャーベル修道会の伝道をするなどカトリックの中に多数の信者を作った日本のカトリック教会では、事後対策として1992年から2004年にかけて、数度名指しで注意を呼びかけ、合わせて参加を禁止する旨の声明を出している 。